# Беверлі-Біч (Флорида)
Беверлі-Біч (англ. Beverly Beach) — місто (англ. town) в США, в окрузі Флеглер штату Флорида. Населення — 474 особи (2020).

## Географія
Беверлі-Біч розташоване за координатами 29°31′2″ пн. ш. 81°8′52″ зх. д. / 29.51722° пн. ш. 81.14778° зх. д. (29.517132, -81.147713). За даними Бюро перепису населення США в 2010 році місто мало площу 1,00 км², з яких 0,88 км² — суходіл та 0,12 км² — водойми.

## Демографія
Згідно з переписом 2010 року, у місті мешкало 338 осіб у 208 домогосподарствах у складі 105 родин. Густота населення становила 337 осіб/км². Було 321 помешкання (320/км²).
Расовий склад населення:
| - 99,7 % — білих |

До двох чи більше рас належало 0,3 %. Частка іспаномовних становила 0,6 % від усіх жителів.
За віковим діапазоном населення розподілялося таким чином: 1,2 % — особи молодші 18 років, 33,7 % — особи у віці 18—64 років, 65,1 % — особи у віці 65 років та старші. Медіана віку мешканця становила 68,9 року. На 100 осіб жіночої статі у місті припадало 82,7 чоловіків; на 100 жінок у віці від 18 років та старших — 81,5 чоловіків також старших 18 років.
Середній дохід на одне домашнє господарство становив 50 991 долар США (медіана — 36 806), а середній дохід на одну сім'ю — 61 862 долари (медіана — 49 861). За межею бідності перебувало 5,6 % осіб, у тому числі 44,4 % дітей у віці до 18 років та 2,6 % осіб у віці 65 років та старших.
Цивільне працевлаштоване населення становило 44 особи. Основні галузі зайнятості: освіта, охорона здоров'я та соціальна допомога — 43,2 %, фінанси, страхування та нерухомість — 22,7 %, оптова торгівля — 11,4 %, виробництво — 9,1 %.